# Rommele pastorat
Rommele pastorat är ett enförsamlingspastorat i Väne kontrakt i Skara stift i Trollhättans kommun i Västra Götalands län. 
Pastoratet bildades som en flarförsamlingspastorat 2010 genom utbrytning ur Göteborgs stift bestående av följande församlingar:
- Fors-Rommele församling
- Upphärads församling

1 januari 2023 slogs församlingarna samman och bildade Rommele församling som ett enförsamlingspastorat.
Pastoratskod är 030309.: